# Arroio do Meio
Arroio do Meio is een gemeente in de Braziliaanse deelstaat Rio Grande do Sul. De gemeente telt 19.059 inwoners (schatting 2009).